# Frederick Elmes
Frederick Elmes, A.S.C. (Mountain Lakes, 4 de novembro de 1946) é um diretor de fotografia estadunidense, que venceu o Independent Spirit Awards em duas ocasiões na categoria de melhor fotografia, por Wild at Heart e Night on Earth.

## Vida e carreira
Nascido em Mountain Lakes, estado de New Jersey, Elmes estudou fotografia na Rochester Institute of Technology e, em seguida, se envolveu com a American Film Institute em Los Angeles em 1972. Além disso, participou do Graduate Film Program no Departamento de Cinema e Televisão da Universidade de Nova Iorque, graduando-se em 1975.

## Filmografia
- Eraserhead (1977)
- Real Life (1979)
- Valley Girl (1983)
- Red Dawn (1984)
- Broken Rainbow (1985)
- Real Genius (1985)
- Allan Quatermain and the Lost City of Gold (1986)
- River's Edge (1986)
- Blue Velvet (1986)
- Heaven (1987)
- Permanent Record (1988)
- Cold Dog Soup (1990)
- Wild at Heart (1990)
- Night on Earth (1991)
- The Saint of Fort Washington (1993)
- Trial by Jury (1994)
- Reckless (1995)
- The Empty Mirror (1996)
- The Ice Storm (1997)
- In the Gloaming (1997)
- The Object of My Affection (1998)
- Ride with the Devil (1999)
- Chain of Fools (2000)
- Storytelling (2001)
- The Hire: Chosen (2001)
- Trapped (2002)
- Hulk (2003)
- Coffee and Cigarettes (2003)
- Kinsey (2004)
- Broken Flowers (2005)
- The Namesake (2006)
- Synecdoche, New York (2008)
- Brothers (2009)
- A Dog Year (2009)
- Bride Wars (2009)
- A Late Quartet (2012)
- Horns (2013)
- Paterson (2016)